# Польські жарти
Польські жарти (або просто Жарти про поляків) — своєрідний вид жартів, головна мета якого — висміювання представників польської національності, сформовані на основі ворожих стереотипів. Для розуміння певної частки етнічних жартів, слухач має бути втаємничений в певні історичні моменти тощо. Часто визначення «поляк» використовується в багатьох сміховинках і є означенням нерозвиненої, питущої, лінивої та вайлуватої людини.

## Історія
Жарти про поляків імовірно почали з'являтися на початку 20 століття в спірних прикордонних районах (таких як Сілезія). Польські еміґранти у Сполучених Штатах стали «жертвами» зневажливих висміювань після масового переселення поляків після початку переслідувань за наказом Фрідріха Великого та царя Миколи I. Польські переселенці використовувалися переважно як жива робоча сила, що в підсумку стало однією зі складових часток для формування так званих «польських жартів». Тоді висміювання часто поширювалися через засоби масової інформації, що стало «причиною серйозної кризи ідентичності, почуття неповноцінності та низької самооцінки у багатьох польських американців.» У відтин часу Другої світової війни негативні стереотипи про польських американців дістаються широких мас з допомогою Голівуду та телебачення. Деякі з польських жартів привезли німецькі біженці, які полишали Німеччину у 1940-вих роках.
Нині в інтернет-мережі існує вид коміксів з назвою Polandball (укр. Куляста Польща). Головний герой цих коміксів - Польща (зображення всіх країн у цьому коміксі передається за допомогою інтерпретації в кулі, які мають власні розпізнавальні знаки, такі як характерне забарвлення у колір прапора, герб тощо). Персонаж Польщі показується у вигляді повільного, часом не дуже розумного та розвиненого персонажа, який стає або об'єктом жартів або головною причиною негараздів.

## У США
Початком масових жартів про поляків у США вважаються 1960-ті. Багато комедійних серіалів і шоу, як «Усі в сім'ї», «Вечірнє шоу» або «Laugh-In» використовували жарти про поляків, у яких вони поставали в негативному світлі. Багато орґанізацій докладали зусиль, аби змінити стереотипи і припинити потік жартів, однак це не призвело до бажаних наслідків. Навіть офіційне звернення Міністерства закордонних справ Польщі до Державного департаменту США не дало бажаного скутку. У 2010 році Девід Айвз відзнімкував фільм «Поляк», який простежує походження «польських жартів».
Книга «Війна Голівуду з поляками» показує історію створення неґативного образу, починаючи з відтину часу Другої світової і до сьогодення. За твердженням польсько-американського журналу «Голівуд заклав потужне підґрунтя для формування неґативного зображення поляків у США».
На початку 1980-тих було створено Польсько-Американський Конґрес для врегулювання питання що до «польських жартів». Неодноразово проводилися демонстрації проти артистів, які жартували про поляків (Дрю Кері початок 2000-х та Джиммі Кіммел у 2013).